# Томас, Эдвард Донналл
Эдвард Донналл То́мас (англ. Dr. Edward Donnall (Don) Thomas; 15 марта 1920 — 20 октября 2012) — американский врач-трансплантолог, почётный профессор Вашингтонского университета и Онкологического исследовательского центра Фреда Хатчинсона. Получил Нобелевскую премию по медицине в 1990 году вместе с Джозефом Мюрреем «за открытия, касающиеся трансплантации органов и клеток при лечении болезней».
Считается, что Томас первым осуществил пересадку костного мозга человеку при лечении лейкемии. Однако существует мнение, что первенство в первой успешной трансплантации костного мозга принадлежит Роберту Гуду, выполнившему её в Миннесотском университете, но его вовлечённость в скандал, вероятно, привела к исключению его кандидатуры из возможного списка нобелевских лауреатов.

## Биография
Донналл Томас окончил Техасский университет в Остине, где он изучал химию и химическое машиностроение, получив степень бакалавра в 1941 году, а в 1943 году — степень магистра. В это же время он встретил свою будущую жену Дороти Мартин, которая обучалась журналистике; в их семье было трое детей. В 1943 году Томас поступил в Гарвардский университет по направлению «медицина», и в 1946 году получил степень доктора.
Член Национальной академии наук США (1982).
В 1992 году подписал «Предупреждение человечеству». В 2003 году подписал «Третий гуманистический манифест».
Скончался от сердечной недостаточности 20 октября 2012 года.

## Награды
- 1981 — Kettering Prize[англ.]
- 1987 — Karl Landsteiner Memorial Award[англ.]
- 1990 — Национальная научная медаль США
- 1990 — Международная премия Гайрднера
- 1990 — Нобелевская премия по физиологии и медицине
- 1992 — George M. Kober Medal[нем.]